# Kelvin Hoefler
Kelvin Hoefler (Guarujá, 10 febbraio 1994) è uno skater brasiliano.

## Biografia
Ha rappresentato il Brasile ai Giochi olimpici estivi di Tokyo 2020 nei street, dove ha vinto la medaglia d'argento, terminando alle spalle del giapponese Yuto Horigome.

## Palmarès
- Giochi olimpici

Tokyo 2020: argento nello street
- X Games

Minneapolis 2017: oro nello street;
Norvegia 2018: oro nello street;
Norvegia 2019: bronzo nello street;